# Venustaconcha pleasii
Venustaconcha pleasii är en musselart som först beskrevs av Marsh 1891.  Venustaconcha pleasii ingår i släktet Venustaconcha och familjen målarmusslor. Inga underarter finns listade i Catalogue of Life.